# Bandeira mapuche
A bandeira mapuche é cada uma das bandeiras usadas como emblema e símbolo da Nação Mapuche e das comunidades e organizações mapuche no Chile e na Argentina. Existem várias bandeiras diferentes representando as comunidades e territórios mapuche.

## Bandeira ancestral

Bandeira Ancestral (bandeira de Lautaro) segundo a obra de Pedro Subercaseaux.

Os primeiros registros sobre o uso de bandeiras do povo araucano datam das crônicas espanholas durante a Guerra de Arauco, o mais conhecido foi descrito no Canto XXI do poema épico La Araucana (1569). Lá, Alonso de Ercilla descreveu em uma de suas canções, a um guerreiro chamado Talcahuano, que habitava as terras próximas à atual cidade que leva seu nome, que foi seguido por tropas que usavam emblemas azuis, brancos e vermelhos. O traço mais característico da antiga bandeira araucana é o Guñelve (wünelfe em mapudungun) que é um símbolo da iconografia mapuche que pode ser descrito como um octagrama ou uma estrela de oito pontas. Representa o planeta Vênus, mas também foi erroneamente pensado como representando a casca-de-anta, que é considerada sagrada entre os mapuches. O guñelve, também chamado de "Estrela de Arauco", inspirou Bernardo O'Higgins na criação da atual bandeira do Chile.

## No Chile

Wenufoye, a bandeira dos mapuches chilenos.

O Guñelve, bandeira possivelmente usada pelas tropas mapuches durante a Guerra de Arauco no início do século XVIII.

Em março de 1991, a organização mapuche chilena Aukiñ Wallmapu Ngulam, também conhecida como Conselho de Todas as Terras, fez um chamado para fazer a bandeira da nação mapuche. Cerca de 500 designs foram apresentados, dos quais um foi selecionado para a nação mapuche. A bandeira é chamada Wenufoye (em mapudungun: A Casca de Winter do Céu).
As cores e formas desta bandeira mapuche representam:
- Amarelo (chod ou choz): renovação, símbolo do sol.
- Azul (kallfü): vida, ordem, riqueza e universo. Em mapudungun, é também um adjetivo que pode ser traduzido como "sagrado" ou "espiritual".
- Branco (lüq): o símbolo de limpeza, cura e longevidade de sabedoria e prosperidade.
- Vermelho (kelü): força e poder, símbolo da história.
- Green (karü): a terra ou natureza, sabedoria, fertilidade e poder de cura, símbolo do machi (xamã mapuche).
- Cultrum (kultrung ou kultrug), um "tambor mapuche": Este é um instrumento de percussão para uso cerimonial e social. Tem uma superfície plana na qual está representada a superfície da Terra. Lá está desenhado o desenho circular da cosmovisão mapuche: o Meli Witran Mapu (os quatro pontos cardeais), e também o sol, a lua e as estrelas. Este é um símbolo do conhecimento do mundo.
- Gemil (ngümin) Cruz escalonada ou estrela, semelhante ao Chakana ou Cruz Inca, ou losango com borda torcida: representa a arte do artesanato, a ciência e o conhecimento; símbolo do sistema de escrita.

Além do Wenufoye, existem cinco outras bandeiras que representam os diferentes territórios: Huenteche, Huilliche, Lafquenche, Nagche e Pehuenche.

Território Huenteche
Huilliche territory
Território Lafquenche
Território Nagche
Território Pehuenche

## Na Argentina

Bandeira das comunidades mapuche-tehuelche.

A bandeira do povo argentino tehuelche-mapuche (não confundida com o extinto povo tehuelche) foi criada em 1987 por Julio Antieco, e ratificada em 1991 pela 1ª Assembleia de Líderes e Comunidades Aborígenes em Trevelin. A província de Chubut declara este símbolo como "emblema oficial das comunidades indígenas da província" (Lei 4.072).
Suas cores e simbolismo são:
- Azul: o céu
- Branco: cor do "cavalo sagrado" (espírito mitológico)
- Amarelo: o sol
- Flecha (Kewpü): simboliza a guerra. —Quando o povo mapuche-tehuelche recuperar sua dignidade como nação nativa e a guerra terminar, esta flecha será removida—.